# Dicranota engelmannia
Dicranota (Plectromyia) engelmannia là một loài ruồi trong họ Pediciidae. Chúng phân bố ở vùng sinh thái Nearctic.